# 卡雷林灣
66°30′S 85°0′E / 66.500°S 85.000°E
卡雷林灣是南極洲的海灣，位於伊麗莎白公主地，處於西冰架北部，該海灣東南部有列斯科夫島，現時由南極條約體系管理。